# Gnaeus Petronius Probatus Junior Justus
 (juillet 2022).
Gnaeus Petronius Probatus Junior Justus (fl. aut. 230-235) était un homme politique de l'Empire romain.

## Vie
Fils d'un Petronius Junior, consularis vir en 192, sa ligne masculine par trois générations était une ligne de Petronii.
Il était proconsul de Crète autour de 230.
Son épouse était peut-être Caecilia, peut être une fille de Sextus Caecilius Volusianus. Sa fille (Petronia), s'est mariée avec un (Publilius), dont ils eurent Publilius Iustus, Publilia Caeciliana et Publilia Numis(iana),.
Leur fille Publilia s'est mariée avec Gaius Rufius Proculus, curateur de travaux publics en 236, fils de Gaius Rufius Festus Laelius Firmus, vir consularis, s'est marié avec Lusia Marcella, petit-fils paternel de Gaius Rufius Festus et de sa femme Laelia Firmina, et petit-fils maternel de Quintus Lusius Sabinianus. Leur fils Lucius Publilius Probatus Justus, curateur de Beneventum (Benevento), fl. 255, fut le père de Lucius Publilius Petronius Volusianus.